# TE-V-8211
Carretera Local situada en la provincia de Teruel, en la Comunidad Autónoma de Aragón. Nace en la carretera  N-211  en las Ventas de Cañizar y finaliza en el km.10 de la  A-1702  junto al casco urbano de Ejulve.
Discurre por los términos municipales de Cañizar del Olivar, La Zoma y Ejulve, y sirve de acceso para estas dos últimas poblaciones desde 
la  N-211 , así como de acceso al Área Industrial de Las Ventas.
- Datos: Q6137495